# Intitulace

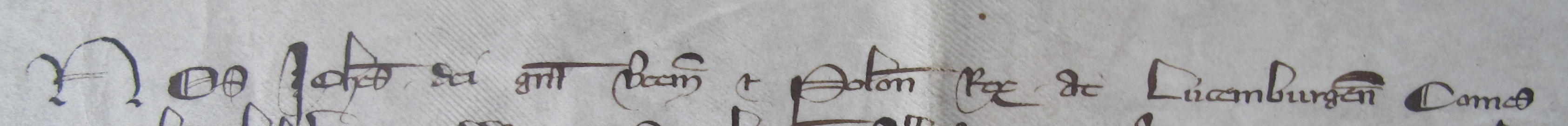
Intitulace Jana Lucemburského s devoční formulí (1327)

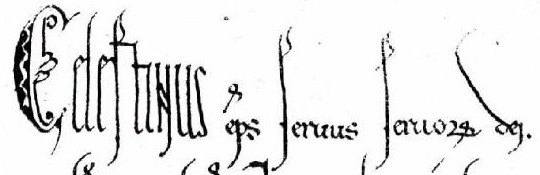
Intitulace papeže Celestýna III. s devoční formulí (1195)

Intitulace je v diplomatice označení pro úvodní část listiny, která pojednává o jejím vydavateli. Obsahuje jeho jméno, postavení, funkce, tituly (u významných osob s devoční formulí).

## Význam
Intitulace se v listině nachází buď na samém počátku nebo následuje ihned po invokaci. Na intitulaci zpravidla navazuje inskripce se salutací nebo promulgace. Intitulační formule začíná jménem vydavatele následovaná devoční formulí a vlastními tituly, funkcemi nebo hodnostmi, od 12. století též s udáním teritoriálních kompetencí. Intitulace sama může začínat i osobním zájmenem Já / My, Ich / Wir nebo Ego / Nos.
Papežové používali od dob Řehoře Velikého titul s devoční formulí episcopus, servus servorum Dei (biskup, služebník služebníků Božích). V intitulacích papežských bul jinak chybějí u stejnojmenných vydavatelů pořadové číslovky, které jsou naopak u světských vydavatelů zcela běžné. Teprve v brevech se vyskytují u zkrácených intitulací u slova papa(papež): Eugenius papa IV. (Evžen, papež IV.) Titul (pp.) se jménem a pořadovou číslovkou papeže obsahovala rovněž rota a přivěšená olověná bula. V případě vlastnoručního podpisu papeže je uvedena formule Ego N. catholice ecclesie episcopus ss. (Já, N., biskup katolické církve, jsem se podepsal). V těchto případech lze najít na jedné listině tři různá označení papežského úřadu.
U světských vládců je součástí intitulace devoční formule z Boží milosti / Dei gratia / von Gottes Gnaden.
V případě spoluvydavatelů jsou uvedeni všichni a seřazeni podle svého společenského postavení. Jsou rovněž možné anonymní obraty jako Nos, scabini et cives civitatis XY (My konšelé a měšťané města XY).

## Příklady
Panovníci
- Othakarus dei gracia Boemie rex, dux Austrie et Stirie et Karinthie marchioque Moravie, dominus Carnyole, marchie Egre ac Portus Naonys (1272) – Otakar z Boží milosti král český, vévoda rakouský, štýrský, korutanský a markrabě moravský, pán Kraňska, vládce Chebu a Pordenone
- Nos Wenczeslaus dei gracia rex Boemie et marchio Moravie (1290) – My Václav z boží milosti král český a markrabě moravský
- Nos Iohannes dei gracia Boemie et Polonie rex ac Lucemburgensis comes (1327) – My Jan z boží milosti český a polský král a lucemburský hrabě
- Karolus quartus divina favente clemencia Romanorum imperator semper augustus et Boemie rex (1361) – Karel čtvrtý z boží milosti římský císař vždy vznešený a český král
- Wir Wenczlaw von gotes gnaden Romischir kunig zu allen czeiten merer des reichs und kunig zu Beheim (1395) – My Václav z boží milosti římský král po všechny časy rozmnožitel říše a král český
- Wir Sigmund von gotes gnaden Romischer keyser zu allen czeiten merer des reichs und zu Ungern, zu Behem, Dalmacien, Croacien etc. kunig (1434) – My Zikmund z boží milosti římský císař po všechny časy rozmnožitel říše a uherský, český, dalmatský, chorvatský atd. král
- Georgius dei gracia Bohemie rex, Moravie marchio, Lucemburgensis et Slesie dux ac Lusacie marchio etc. (1464) – Jiří, z boží milosti král český, markrabě moravský, lucemburský a slezský vévoda a markrabě lužický etc.
- My Vladislav, z boží milosti uherský, český, dalmatský, charvatský etc. král, markrabě moravský, lucemburské a slezské kníže a lužicský markrabě etc. (1515)
- My Rudolf druhý, z boží milosti volený římský císař po všecky časy rozmnožitel říše a uherský, český, dalmatský, charvatský etc. král etc., arcikníže rakauzské, markrabě moravský, lucemburské a slezské kníže a lužický markrabě etc. (1579) – plná intitulace
- Rudolf druhý, z buoží milosti volený římský císař a uherský, český etc. král etc. (1606) – zkrácená intitulace v missivu
- Wir Ferdinand der ander von Gottes Gnaden erwelter Römischer Kaiser zu allen Zeiten Mehrer des Reichs in Germanien, zu Hungern, Beheimb, Dalmatien, Croatien und Slavonien etc. König, Erzherzog zu Osterreich, Marggraf zu Mähren, Herzog zu Luzenburg und in Schlesien und Marggraf zu Lausiz (1629) – My Ferdinand druhý z Boží milosti zvolený římský císař po všechny časy rozmnožitel říše v Německu, uherský, český, dalmatský, chorvatský a slavonský atd. král, arcivévoda rakouský, markrabě moravský, vévoda lucemburský a ve Slezsku a markrabě v Lužici
- Wir Maria Theresia von Gottes Gnaden Römische Kaiserin in Germanien, zu Hungarn, Böheim, Dalmatien, Croatien und Slavonien Königin, Erzherzogin zu Oesterreich, Marggräfin zu Mähren, Herzogin zu Luxenburg und in Schlesien und Marggräfin zu Lausnitz, Herzogin zu Lothringen und Großherzogin zu Toscana etc. (1749) – My Marie Terezie z Boží milosti římská císařovna v Německu, uherská, česká, dalmatská, chorvatská a slavonská královna, arcivévodkyně rakouská, markraběnka moravská, vévodkyně lucemburská a ve Slezsku a markraběnka lužická, vévodkyně lotrinská a velkovévodkyně toskánská atd.
- Wir Joseph der zweite von Gottes Gnaden erwählter Römischer Kaiser zu allen Zeiten Mehrer des Reichs, König in Germanien, zu Jerusalem, Hungarn, Böheim, Dalmatien, Kroatien, Slavonien, Galizien und Lodomerien, Erzherzog zu Oesterreich, Herzog zu Burgund und zu Lothringen, Großherzog zu Toscana, Großfürst zu Siebenbürgen, Herzog zu Mailand, Mantua, Parma, gefürsteter Graf zu Habsburg, zu Flandern, zu Tyrol etc. etc. (1784) – My Josef druhý z Boží milosti zvolený římský císař po všechny časy rozmnožitel říše, král německý, jeruzalémský, uherský, český, dalmatský, chorvatský, slavonský, haličský, volyňský, arcivévoda rakouský, vévoda burgundský a lotrinský, velkovévoda toskánský, velkokníže sedmihradský, vévoda milánský, mantovský, parmský, pokněžený hrabě habsburský, flanderský, tyrolský atd. atd.
- Wir Franz der erste von Gottes Gnaden Kaiser von Oesterreich, König zu Jerusalem, zu Hungarn, Böheim, der Lombardie und Venedig, zu Dalmazien, Kroazien, Slavonien, Galizien, Lodomerien und Illyrien, Erzherzog zu Oesterreich, Herzog zu Lothringen, Salzburg, Steyer, Kärten, Krain, Ober- und Niederschlessien, Großfürst zu Siebenbürgen, Markgraf zu Mähren, gefürsteter Graf zu Habsburg und Tyrol etc. etc. (1817) – My František první z Boží milosti císař rakouský, král jeruzalémský, uherský, český, lombardský a benátský, dalmatský, chorvatský, slavonský, haličský, volyňský a ilyrský, arcivévoda rakouský, vévoda lotrinský, salcburský, štýrský, korutanský, kraňský, dolno- a hornorakouský, velkokníže sedmihradský, markrabě moravský, pokněžený hrabě habsburský a tyrolský atd. atd.

Šlechta
- Karel z boží milosti kníže Minstrberské v Slezii Olešnické a hrabě Glatské etc. a markrabství Horní Lužice lantfojt etc. (1526)
- Já Burian Trčka z Lípy na Světlý nad Sázavau etc. podkomoří království Českého etc. (1589)
- Ich Ulrich Felix des heiligen Römischen Reichs Graf Poppel von Lobkowitz Herr auf Neündorf und Eisenberg etc. (1715) – Já Oldřich Felix, hrabě Svaté říše římské Popel z Lobkovic, pán na Novém Sedle a Jezeří atd.

Církev
- Nos Theodricus dei et apostolice sedis gracia episcopus Misnensis (1359) – My Teodor z Boží a apoštolské milosti biskup Míšeňský
- Conradus dei gracia episcopus Olomucensis, regni Boemie subcamerarius (1411) – Konrád z boží milosti biskup Olomoucký, podkomoří království Českého
- Joannes Žak archiepiscopus Pragensis administrator etc., prepositus Lithomiericensis arcium et decretorum doctor. (1517) – Jan Žák, administrátor Pražského arcibiskupa atd, probošt Litoměřický, doktor umění.
- Wir Hieronymus von Gottes genaden abte zu sanct Haymeran in Regenspurg, Wolfgangus Seelender prior und gemainiglich der ganze convent ermelten gottshaus und closters daselbst... (1593) – My Jeroným, z Boží milosti opat sv. Jimrama v Řezně, Wolfgang Selender převor a celý konvent zmíněného kláštera tamtéž...
- Georgius Bertholdus Pontanus von Braittemberg der heyligen metrapolitanischen kyrchen zu Praag thumbprobst, zu Olmiz und Pauzen thumbherr, prothonotarius apostolicus und comes palatinas etc. (1604) – Jiří Barthold Pontanus z Breitenberka, probošt svatého metropolitního kostela v Praze, v Olomouci a Budyšíně, apoštolský protonotář a palatin atd.

Města a měšťané
- Wir Pessik von Minicz undircamerer dez konnigriches czu Behemyn, Waczla Ienil von Czassla hoferichter dezzelben konnigriches czu Behemyn, Heinrich von Sletnik purgermeister, Jesko Rudilsdorff, Jesko Wysner, Georius Symon, Nicczil Friedrich, Hanns Melczir, Petir Fulczil, Nikkil Schramme, Hanns von Hermansdorff, Mertin von Zaidaw, Endirlin Smyt, Hanns Ebirhart, scheppfin der stat czu Brux (1386) – My Pešek z Minic, podkomoří království Českého, Václav Jenil z Čáslavi, hofrychtéř téhož království Českého, Jindřich ze Slatinic, purkmistr, Ješko Rudilsdorf, Ješko Wysner, Jiří Symon, Nikl Friedrich, Hans Melczir, Petr Fulczil, Nikl Schramme, Hans z Hermansdorfu, Martin ze Zaidaw, Endirlin Smyt, Hans Ebirhart, přísežní města Mostu
- Protoz my Ondrzeig Lewuow syn v Mosta a Jacub Slegil swagr geho, miestienin tudiez v Mosta... (1450)
- Já Bušek ze Sulevic a na Duchcově jistec a první dlužník dluhu dole psaného a my Kamaret Kerunk z Sulevic a v Újezdě, Purkhart ze Sulevic a na Duchcově, Jiřík ze Sebuzína a v Želénkách, Kašpar z Jánu a na Osece a Krystof z Račíněvsi a v Nedvědici rukojmě jeho s ním a zaň... (1506)
- My primas, purkmistr, konšelé, starší obecní i všecka obec města Mostu... (1549)